# Каха Бендукідзе
Каха Автанділович Бендукідзе (груз. კახა ბენდუქიძე; 20 квітня 1956, Тбілісі, ГРСР — 13 листопада 2014, Лондон, Велика Британія) — грузинський підприємець і лібертаріанський політик.
З кінця 1980-х по середину 2004 Каха Бендукідзе займався підприємницькою діяльністю в Росії, зокрема був генеральним директором холдингу «Об'єднані машинобудівні заводи». У 2004 році він на запрошення президента Грузії Михайла Саакашвілі зайняв пост міністра економіки в грузинському уряді, з 2004 по 2008 рік був державним міністром Грузії з координації економічних реформ, а з 2008 по 2009 рік очолював канцелярію уряду Грузії.
Каха Бендукідзе був професором кафедри інституціональної економіки Вищої школи економіки (ДУ-ВШЕ, Москва).

## Ранні роки і освіта
Каха Бендукідзе народився 20 квітня 1956 року в Тбілісі. У 1977 році закінчив біологічний факультет Тбіліського державного університету. У 1980 році закінчив аспірантуру біологічного факультету МДУ імені М. В. Ломоносова. Кандидат біологічних наук.
З 1981 по 1985 рік займався науково-дослідницькою роботою в галузі біотехнології в Інституті біохімії та фізіології мікроорганізмів АН СРСР імені Г. К. Скрябіна в Пущино (Московська область). З 1985 по 1990 рік завідував лабораторією молекулярної генетики клітин тварин НДІ біотехнології.

## Сім’я
Донька — Анастасія Гончарова

## Підприємницька діяльність
У 1988 році розпочав підприємницьку діяльність, з 1993 року займався консолідацією та реструктуризацією промислових підприємств. У 1996 році створив холдинг «Об'єднані машинобудівні заводи» (ОМЗ), який в даний час є одним з найбільших в Росії в галузі важкого машинобудування. Каха Бендукідзе з часу створення ОМЗ до 2004 року був головою ради директорів і генеральним директором. На початку 2004 року склав повноваження з управління компанією і пішов від активної бізнес-діяльності.
До середини 2004 року він був віце-президентом Російського союзу промисловців і підприємців та очолював Комітет з податкової та бюджетної політики РСПП.

## Політична діяльність
У 2004 році президент Грузії Михайло Саакашвілі запропонував Касі Бендукідзе увійти в грузинський уряд для проведення реформування економіки. У червні 2004 року Бендукідзе отримав грузинське громадянство і став міністром економіки Грузії.
У грудні 2004 року залишив посаду міністра економіки і став міністром з координації економічних реформ. Займався реформою економіки і реформою державної служби. Принципом його діяльності стало «продати все, крім совісті». Згідно з доповіддю «Ведення бізнесу» Світового банку, при Бендукідзе в 2004–2007 роках Грузія стала найреформованішою країною в світі. Зокрема, Грузія піднялася з 137-го до 11-го місця в рейтингу країн за легкістю ведення бізнесу, випередивши Німеччину і Францію.
Серед успіхів Бендукідзе відзначають реформування системи охорони здоров'я в Грузії. Медична реформа у Грузії привела до зниження материнської і дитячої смертності, майже повному охопленню профілактичним щепленням населення (96%), припинила епідемію туберкульозу. При цьому, штат профільного міністерства скоротився з 2 тисяч до 200 чиновників.
Після змін у грузинському уряді в січні 2008 року Бендукідзе очолив канцелярію уряду Грузії. 7 лютого 2009 пішов у відставку після призначення новим главою грузинського уряду Ніколоза Гілаурі. Уже перебуваючи у відставці, керував підготовкою та проведенням через парламент Акту економічної свободи Грузії. 

### Україна

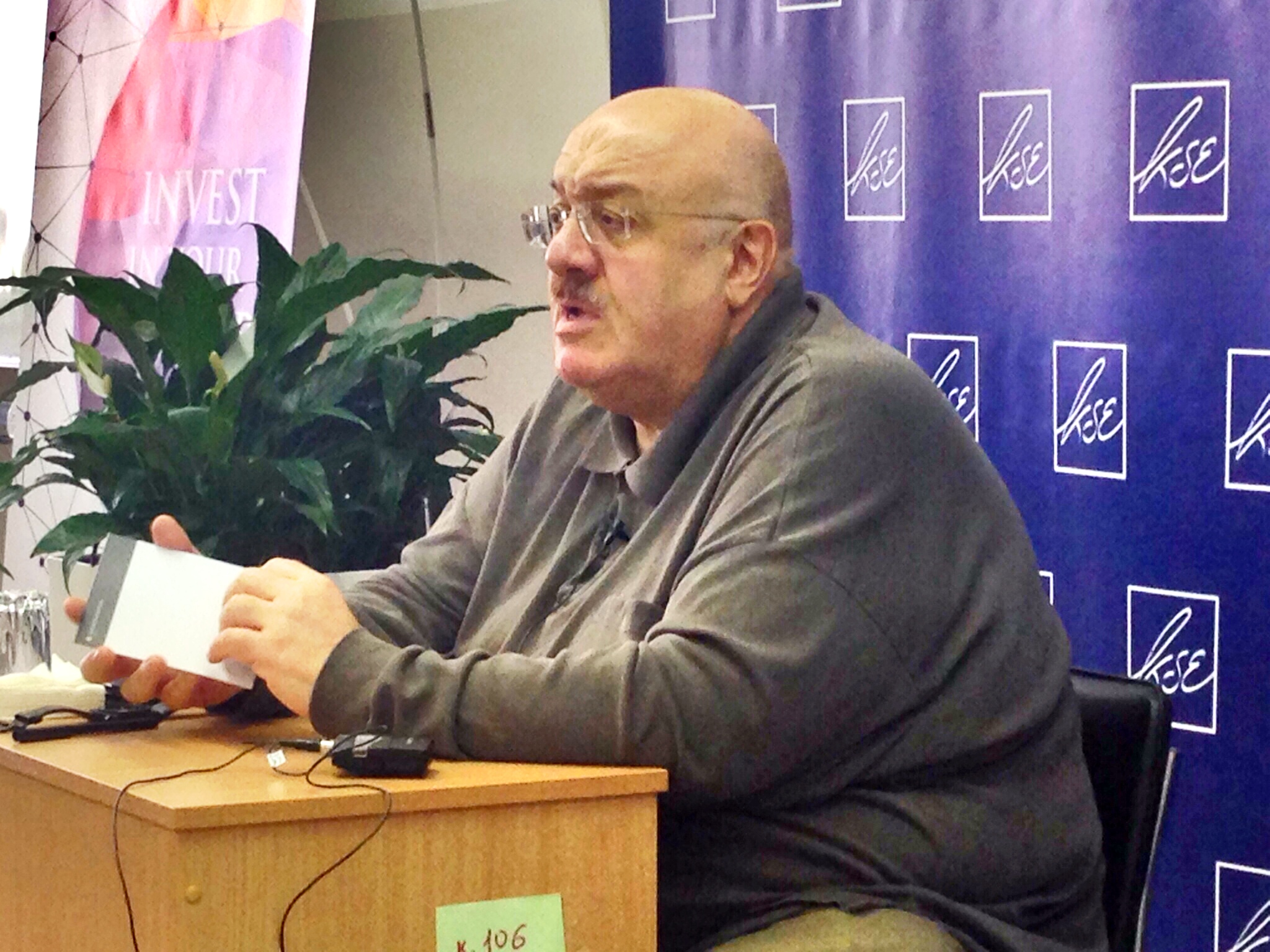
Каха Бендукідзе в Київській школі економіки 22 травня 2014

Наприкінці травня 2014 року в пресі з’явилось повідомлення, що Каху Бендукідзе призначено радником лідера президентських виборів в Україні Петра Порошенка. Однак це не відповідало дійсності, як повідомив сам Каха Бендукідзе, журналісти неправильно зрозуміли інформацію про його запрошення до експертної ради Міністерства економіки України. Дійсно, Каха Бендукідзе разом з канадськими економістами українського походження Василем Калимоном (Ivey Business School) і Олегом Гаврилишиним (Munk Centre), шведом Андерсом Ослундом (Інститут міжнародної економіки імені Петерсона) і американцем турецького походження Дароном Аджемоглу (Массачусетський технологічний інститут) увійшли в Експертну раду при Міністерстві економіки України. Після призначення експертом Бендукідзе заявив, що Україна «повинна вжити відважні кроки для трансформації економіки, плачевна ситуація в якій посилюється величезними держвидатками і корупцією». Він запропонував реформувати податкову систему, відмовитись від субсидіювання державою внутрішнього споживання природного газу промисловими споживачами та населенням, скоротити державний апарат та розпочати безкомпромісну боротьбу з корупцією. 26 жовтня Бендукідзе разом з колегами з Експертної ради розмістив в українській англомовній газеті Kyiv Post рекомендації з упровадження реформ в Україні. В одному з останніх своїх інтерв'ю 30 жовтня Бендукідзе порівняв український уряд із родичами хворого, які турбуються про те, що скажуть сусіди в той час, коли пацієнт уже втратив відро крові й у нього відвалюється голова.
Помер 13 листопада 2014 року в Лондоні від гострої серцевої недостатності. Незадовго до смерті лікувався в кардіологічній клініці в Цюриху, де йому було проведено операцію на серці. 22 листопада згідно з власним заповітом був похований у Тбілісі поруч з матір'ю. Президент України Петро Порошенко висловив співчуття рідним і близьким Кахи Бендукідзе у зв’язку з його смертю. Він охарактеризував його як «двигуна великих змін» для мільйонів людей.

## Пам'ять
- У жовтні 2015 року на честь Кахи Бендукідзе було названо нову вулицю у Києві.
- 28 листопада 2015 року у Києві презентували Центр вільної економіки імені Кахи Бендукідзе[2].